# Johan Brögger
Johan Brögger (født 3. juni 1936 i København, død 26. februar 2017) var en dansk fløjtebygger.
Som ung studerede han medicin og ville egentlig bruge tid på fløjten i sin fritid, men valgte i stedet en anden vej. Først satsede han på at blive guitar- og lutbygger og havde arrangeret med en anerkendt bygger at lære kunsten af ham, men mødet blev aflyst pga. sygdom. I stedet besluttede Johan Brögger sig for at fokusere på tværfløjten, men for at opnå de rette kompetencer gik han først i lære som sølvsmed, og dernæst kom han i lære hos Jacques le Fèvre, som var den sidste fløjtebygger fra det meget anerkendte og berømte Louis Lot-værksted i Paris inden lukningen af firmaet i slutningen af 1940'erne. Jacques le Fèvre etablerede sit eget værksted sammen med sin far Martial le Fèvre i 1951, der en kort årrække videreførte bygningen af Louis Lot-fløjterne hos firmaet Strasser, Marigaux & Lemaire (SML) inden produktionen endelig ophørte i 1951.
Johan Brögger etablerede sit eget værksted i 1973 og arbejdede med forbedring af fløjten både akustisk, mekanisk og design-mæssigt i en mere enkel skandinavisk designtradition. Han er patenthaver af flere forbedringer af fløjten i USA og Japan, hvor fløjterne fremstilles på licens. Flere af de store fløjte-producenter, herunder Brannen Flutes og Powell Flutes, bygger for øjeblikket den første Brögger Mekanik™ fra 1986, idet patentet er udløbet. Den seneste forbedring af fløjten med kurvede koblingsstænger og B-tommelmekanik, Brögger Systemet™, bygges kun af Miyazawa Flutes. Patenterne, designbeskyttelsen og varemærket Brögger er udarbejdet af fløjtenisten Mogens Friis, som Johan Brögger gennem alle årene har haft et omfattende samarbejde med. Johan Brögger masseproducerede ikke fløjter, men lavede blot én individuel model-fløjte om året, da alt blev håndlavet. Johan Brögger har bygget flere guldfløjter, men mest nævneværdig er en 18-karat guldfløjte til James Galway, hvilket Spectrum Film har produceret en film om, kaldet Guldfløjten, med fløjtenisten Toke Lund Christiansen som fortæller. 